# اتحادیه فوتبال سوریه
فدراسیون فوتبال سوریه نهاد اداره‌کنندهٔ فوتبال در سوریه است. این نهاد در سال ۱۹۳۶ پایه‌گذاری شده و اکنون عضو کنفدراسیون فوتبال آسیا است. در حال حاضر ریاست این نهاد بر عهده معاف فتح‌الله می‌باشد.